# Яременко Юрій Васильович
Юрій Васильович Яременко (Ярьоменко) (8 серпня 1935, місто Чита, тепер Російська Федерація — 18 вересня 1996, місто Москва, Російська Федерація) — радянський і російський науковець-економіст, директор Інституту економіки та прогнозування науково-технічного прогресу АН СРСР. Член ЦК КПРС у 1990—1991 роках. Кандидат економічних наук, доктор економічних наук (1977), професор, член-кореспондент Академії наук СРСР (з Відділення економіки, 23.12.1987), академік Російської академії наук (з 31.03.1994).

## Життєпис
У 1953—1957 роках навчався на економічному факультеті Московського державного університету імені Ломоносова. У листопаді 1957 року направлений навчатися на економічний факультет Китайського народного університету в Пекіні, який успішно закінчив у 1960 році та повернувся до Москви.
У 1960—1973 роках — молодший науковий співробітник, старший науковий співробітник, в.о. завідувача сектору Науково-дослідного економічного інституту при Держплані СРСР. Займався вивченням факторів економічної динаміки та структурних зрушень у народному господарстві. Захистив кандидатську дисертацію «Взаємозв'язок динаміки суспільного продукту та національного доходу у системі балансу народного господарства».
У 1973—1986 роках — завідувач лабораторії, заступник директора Центрального економіко-математичного інституту Академії наук СРСР.
Член КПРС з 1976 року.
1977 року захистив докторську дисертацію «Аналіз та прогнозування міжгалузевих зв'язків та галузевої структури народного господарства».
У 1986—1988 роках — заступник директора, в.о. директора, в 1988—1992 роках — директор Інституту економіки та прогнозування науково-технічного прогресу АН СРСР.
У 1990 році заснував науковий журнал «Проблеми прогнозування», який виходить у світ також і англійською мовою під назвою «Studies on Russian Economic Development». У 1991 році — економічний радник президента СРСР Михайла Горбачова.
У 1992—1996 роках — директор Інституту народногосподарського прогнозування РАН. Був заступником академіка-секретаря Відділення економіки РАН.
Спеціаліст у сфері міжгалузевого моделювання та макроструктурного аналізу. Розробив теорію багаторівневої економіки. Відповідно до висновків Яроменка, різні рівні економіки мають доступ до ресурсів різної якості — чим вищий рівень галузі в економічній ієрархії, тим якісніші ресурси вона отримує. Ресурсна незбалансованість економіки генерує або процеси заміщення (у яких високоякісні ресурси витісняють низькоякісні), або процеси компенсації (у яких брак високоякісних ресурсів компенсується підвищеним споживанням низькоякісних). На базі цих теоретичних підходів Яременко запропонував, а потім і впровадив у наукову практику масштабну модель, яка описує процес формування виробничо-технологічної та галузевої структури економіки. Цей аналітичний інструмент було названо ним «Моделлю міжгалузевих взаємодій». Багато вчених вважають Яременка аналітиком, який зумів найглибше розібратися в механізмах функціонування мобілізаційних економік, у тому числі планових економік СРСР і Китаю.
Розробник Комплексних програм соціально-економічного та науково-технічного розвитку СРСР на 20 років. Зробив вирішальний внесок у розробку нових методів соціально-економічного прогнозування, в рамках яких синтезувалися найефективніші дослідні підходи радянського та пострадянського періодів.
Помер 18 вересня 1996 року в Москві. Похований на Троєкуровському цвинтарі Москви.

## Основні праці
- Закономірності руху суспільного продукту та національного доходу. Москва: Економвидав, 1963. (у співавторстві)
- Темпи та пропорції економічного розвитку. Москва: Економіка, 1967. (у співавторстві)
- «Великий стрибок» та народні комуни в Китаї. Москва: Політвидав, 1968
- Структурні зміни у соціалістичній економіці. Москва, 1981
- Моделювання міжгалузевих взаємодій. Москва, 1984. (у співавторстві)
- Методи народногосподарського прогнозування. Москва, 1985. (у співавторстві)
- Економічні бесіди. Москва: ЦІСН, 1998
- Вибрані праці у трьох книгах. Книги 1—3. Москва: Наука, 1999
- Про економіку. Москва: МАКС Прес, 2015

## Нагороди і звання
- орден «Знак Пошани» (1986)
- медалі